# ده ویلجز (فلوریدا)
ده ویلجز، فلوریدا (به انگلیسی: The Villages) یک مکان تخصیص یافته برای سرشماری در شهرستان سومتر، فلوریدا ایالات متحده آمریکا است. این منطقه نام خود را از جوامع برنامه‌ریزی شده دارای محدودیت سنی برای ساکنان می‌گیرد و در شهرستان لیک، فلوریدا و شهرستان ماریون، فلوریدا پراکنده است. ده ویلجز از لحاظ رشد رتبه بسیار بالایی دارد. سرشماری ایالات متحده ده ویلجز را سریع الرشدترین شهر در دو سال پیاپی معرفی کرده‌است؛ جمعیت ده ویلجز از ۲۰۱۰ تاکنون بیش از دو برابر شده‌است. هم‌اکنون در حدود ۱۱۴٬۳۵۰ در این جوامع زندگی می‌کنند. در آوریل ۲۰۱۶ جمعیت کل «ده ویلجز» به ۱۵۷٬۰۰۰ رسید.
ده ویلجز را نهادی مشابه دولت به نام ناحیه‌های توسعه اجتماع کنترل می‌کند که خود توسط شرکتی کنترل می‌شود که «ده ویلجز» را ایجاد کرد.

## خصوصیات
ده ویلجز ۱۵۷٬۰۰۰ نفر جمعیت دارد و ۲۳ متر بالاتر از سطح دریا واقع شده‌است.
ده ویلجز که اجتماعی شدیداً جمهوریخواه تلقی می‌شود، مقصد محبوبی برای بازدید چهره‌های سیاسی نظیر معاون سابق رئیس‌جمهور دیک چینی، نامزد سابق ریاست جمهوری و معاونت ریاست جمهوری میت رامنی و پال رایان، نامزد سابق معاونت ریاست جمهوری سارا پیلین، نامزد سابق ریاست جمهوری مایک هاکبی، نامزدهای انتخابات مقدماتی جمهوریخواه در سال ۲۰۱۶ مارکو روبیو و بن کارسون، ریک سنتوروم، و گلن بک است.
ده ویلجز به عنوان اجتماعی که دورش دیوار کشیده شده نرخ جرایم کمی دارد.